# Uloborus campestratus
Uloborus campestratus är en spindelart som beskrevs av Simon 1893. Uloborus campestratus ingår i släktet Uloborus och familjen krusnätsspindlar. Inga underarter finns listade i Catalogue of Life.